# Arie van Lent
Arie van Lent (Opheusden, 31 augustus 1970) is een voormalig Nederlands profvoetballer en huidig voetbaltrainer, die speelde als aanvaller. Van Lent kwam zijn gehele professionele voetballoopbaan uit in Duitsland. Van Lent bezit tevens een Duits paspoort. In 1992 vertrok hij naar VfB Oldenburg, omdat zij destijds één buitenlander te veel in het team hadden, had Van Lent zijn Nederlandse staatsburgerschap opgegeven en een Duits staatsburgerschap aangevraagd.

## Loopbaan als speler
Als jeugdspeler voetbalde hij bij Sparta 57. Hierna werd hij, ontdekt als dienstplichtig militair en gestationeerd in West-Duitsland, profvoetballer bij achtereenvolgens Werder Bremen (1989/92), VfB Oldenburg (1992/93), wederom Werder Bremen (1993/98), SpVgg Greuther Fürth (1998/99), Borussia Mönchengladbach (1999/04), Eintracht Frankfurt (2004/06) en Rot-Weiss Essen (2006/07).
Hij scoorde 92 doelpunten, waaronder het allerlaatste doelpunt in het Bökelbergstadion van Borussia Mönchengladbach.

## Loopbaan als trainer
In 2007 behaalde Van Lent in Duitsland zijn trainersdiploma. In het seizoen 2007/08 was hij hoofdtrainer van 1. FC Kleve, waar hij op 28 februari 2009 werd ontslagen.
In het seizoen 2010/11 was hij trainer van Rot Weiss Ahlen, waarna hij overstapte naar Kickers Offenbach. Op 6 februari 2013 werd hij daar, wegens slechte resultaten in de laatste weken, ontslagen.
Op 1 oktober 2013 werd bekendgemaakt dat Van Lent een contract was overeengekomen met Borussia Mönchengladbach, om daar het elftal onder 19 onder zijn hoede te nemen (in Nederland bekend als de A-junioren). Vanaf september 2015 had hij het tweede team onder zijn hoede.
In augustus 2020 vertrok Van Lent als hoofdtrainer naar SpVgg Unterhaching.

## Erelijst
Werder Bremen
- Europacup II: 1991/92
- DFB-Pokal: 1990/91, 1993/94
- Bundesliga: 1992/93